# Alto Paulino
Alto Paulino es una localidad peruana ubicada en el distrito de Sechura, perteneciente a la provincia homónima del departamento de Piura, al norte del Perú. En el 2017 tenía una población de 7 habitantes.